# Różanka (agromiasteczko w obwodzie grodzieńskim)
Różanka (biał. Ражанка) – agromiasteczko (dawniej miasteczko) na Białorusi, w obwodzie grodzieńskim, w rejonie szczuczyńskim.
Siedziba parafii prawosławnej (pw. św. Mikołaja Cudotwórcy) i rzymskokatolickiej (pw. Świętych Apostołów Piotra i Pawła).
Znajduje tu się przystanek kolejowy Bobry, a w pobliżu stacja kolejowa Różanka, położone na linii Lida – Mosty.

## Historia
W 1659 roku obrabowana przez wojska moskiewskie które zamordowały proboszcza ks. Szymona Malzera Ptaka.
W II Rzeczypospolitej w woj. nowogródzkim, w powiecie lidzkim, a od 1929 w powiecie szczuczyńsim. Siedziba gminy Różanka. W 1921 roku miejscowość liczyła 734 mieszkańców. Po wojnie wieś weszła w struktury administracyjne Związku Radzieckiego.
W 1941 urodził się tutaj Antoni Mickiewicz – polski ekonomista, profesor nauk ekonomicznych, specjalista w zakresie organizacji i zarządzania, zajmujący się problematyką ekonomiki rolnictwa i doradztwa rolniczego.

## Zabytki
- Kościół katolicki pw. śś. Piotra i Pawła - zbudowany przed 1655 rokiem w stylu barokowym z dobudowaną w latach 1824-1828 neogotycką fasadą, wzniesioną na polecenie Ludwika Paca wg projektu Henryka Marconiego, z awangardowym wykorzystaniem tzw. cementu portlandzkiego. Wnętrze ozdobiły w 1925 malowidła Kazimiery i Michała Roubów.
- Synagoga (obecnie cerkiew prawosławna pw. św. Mikołaja Cudotwórcy)
- kapliczka barokowa
- park dworski Paców
- dworzec kolejowy

## Galeria

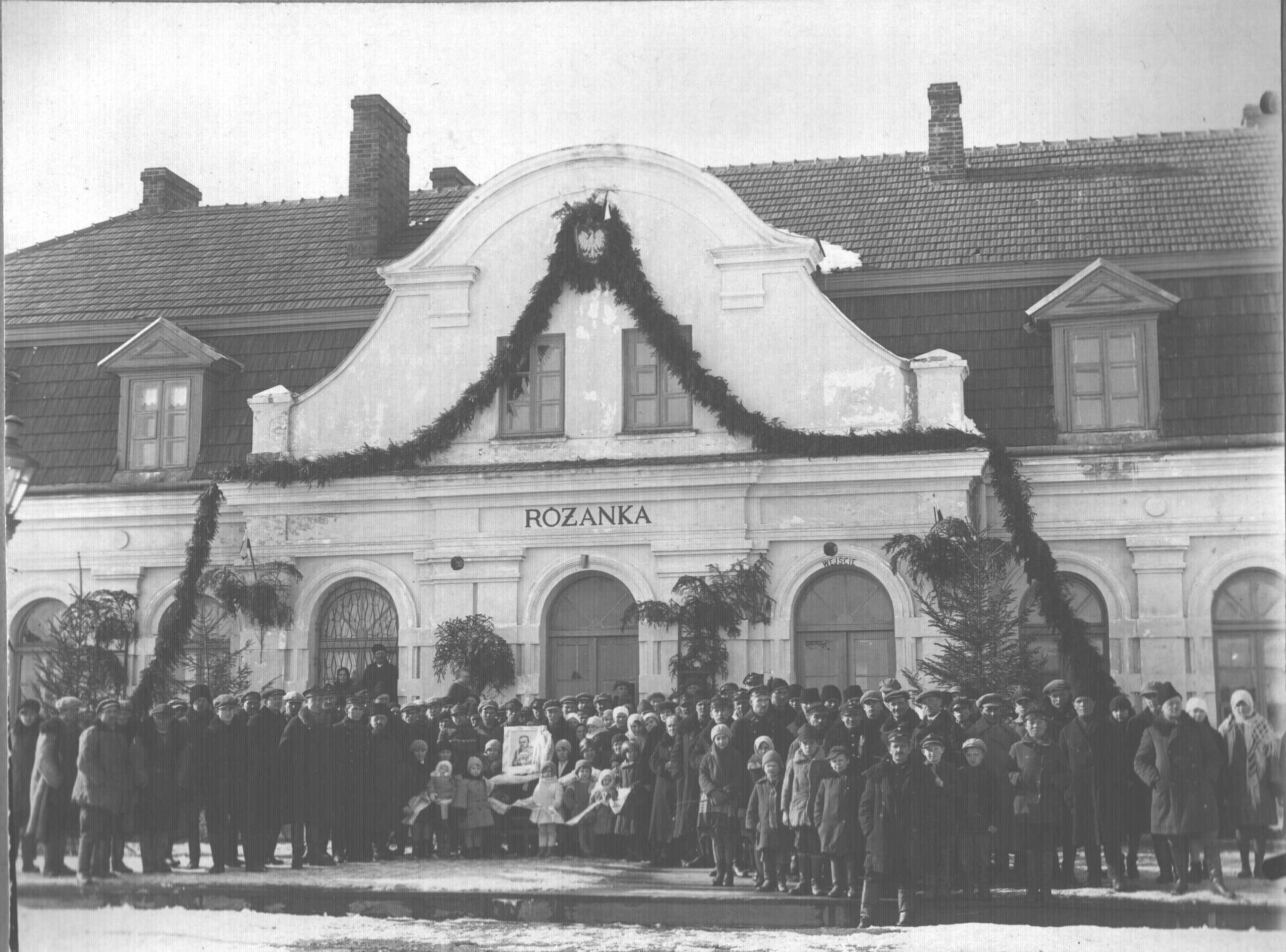
Dworzec kolejowy w 1938 r.
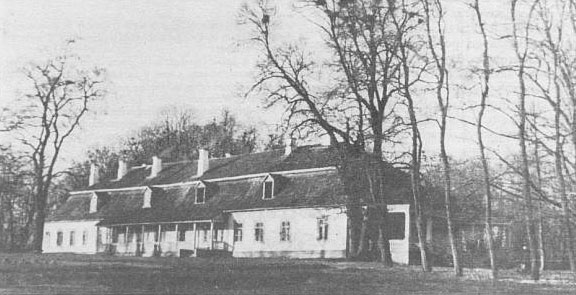
Dwór w Różance przed 1939 r.
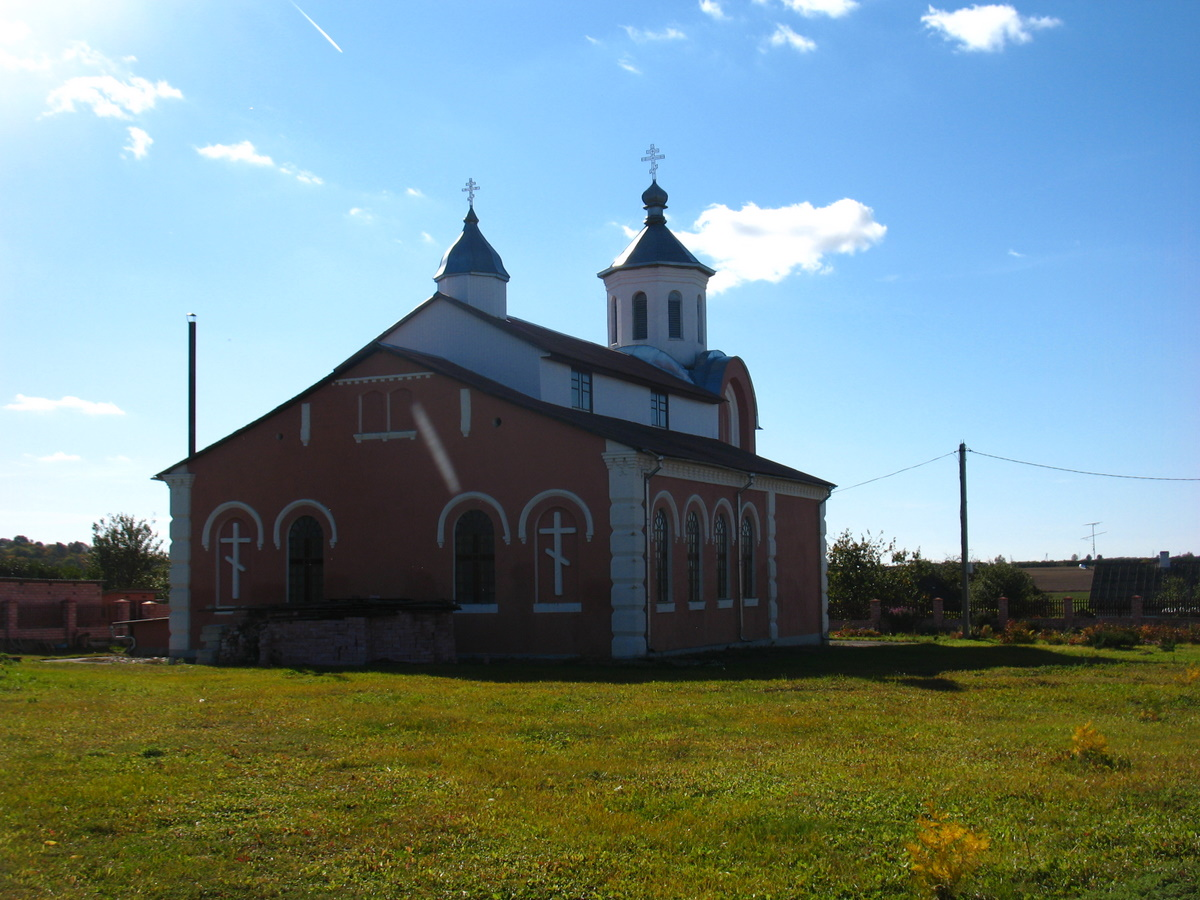
Synagoga (obecnie cerkiew św. Mikołaja)
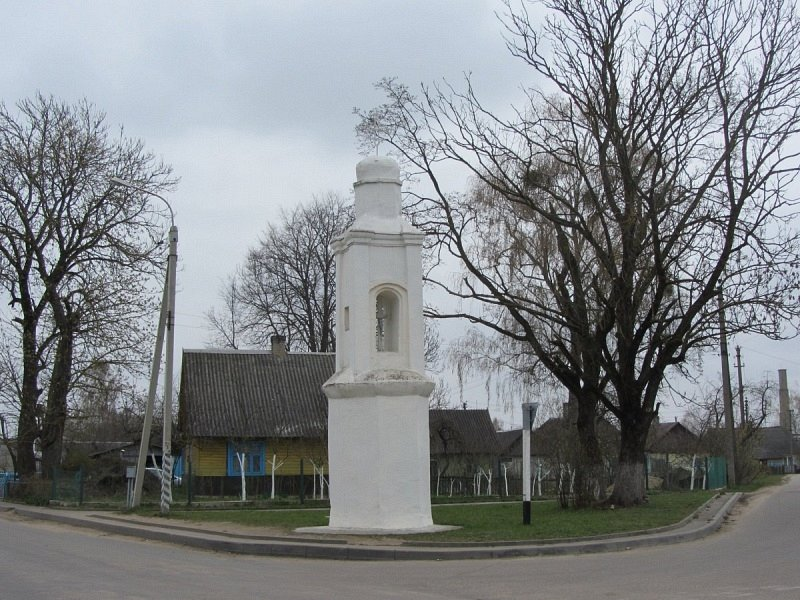
Kapliczka barokowa